# 长尾穿山甲属
长尾穿山甲屬（學名：Phataginus）或称 树穿山甲属，穿山甲科下的一屬，是一類體型較小、尾長超過體長的樹棲穿山甲，現存 2 種，即黑腹長尾穿山甲（P. tetradactyla）和白腹長尾穿山甲（樹穿山甲，P. tricuspis），都分佈在非洲西部到中部的林區。